# Michael Jack
John Michael Jack, (né le 17 septembre 1946) est un homme politique du Parti conservateur du Royaume-Uni qui est député de Fylde entre 1987 et 2010, et occupe divers postes ministériels subalternes pendant l'administration John Major.

## Jeunesse
Michael Jack est né à Folkestone, Kent, Angleterre, le fils de Ralph et Florence Jack. Il fréquente la Bradford Grammar School puis le Bradford Institute of Technology (aujourd'hui l'Université de Bradford). À l'Université de Leicester, il obtient un BA en économie et un MPhil en économie des transports. Il travaille pour Procter & Gamble de 1971 à 1975. De 1975 à 1980, il travaille chez Marks & Spencer, assistant du directeur général Lord Rayner de 1975 à 1976, président national des jeunes conservateurs de 1976 à 1977, directeur des ventes chez LO Jeffs Ltd (une société d'approvisionnement en produits frais faisant partie de Northern Foods) de 1981 à 1987. Il est également membre du Eastern Area Electricity Consultative Council et de la Mersey Regional Health Authority.

## Carrière parlementaire

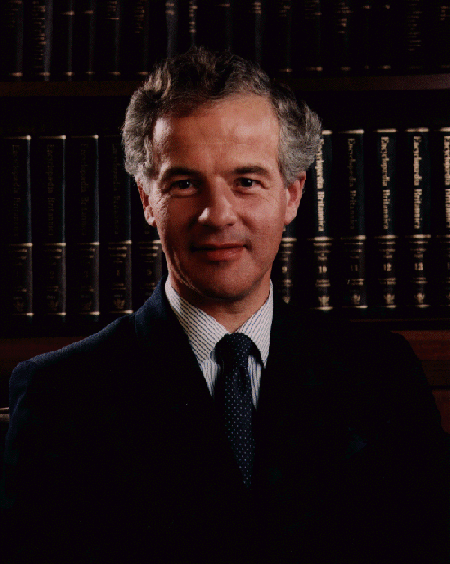
Portrait officiel de Michael Jack au ministère des Finances.

Il se présente à Newcastle Central en février 1974. Il est ministre au DSS de 1990 à 1992, au ministère l'Intérieur de 1992 à 1993, puis au ministère de l'Agriculture de 1993 à 1995. De 1995 à 1997, il est Secrétaire financier du Trésor. William Hague le nomme membre de son cabinet fantôme en 1997 comme ministre fantôme de l'Agriculture, mais il revient sur les bancs arrière en 1998. Il est président de la commission de l'environnement, de l'alimentation et des affaires rurales. Il est pro-européen et membre du Tory Reform Group.
Il est nommé au Conseil privé à l'occasion du Nouvel An 1997. Le 14 mars 2008, Jack annonce qu'il ne se représente pas aux élections générales de 2010. Après avoir quitté le Parlement, il occupe le poste de président du Bureau de la simplification fiscale et il est nommé Commandeur de l'Ordre de l'Empire britannique (CBE) dans les honneurs du Nouvel An 2015 pour des services à la politique fiscale.

## Vie privée
Il épouse Alison Jane Musgrave en 1976 et ils ont deux fils. Il prend sa retraite en tant que président de Topps Tiles PLc en 2015. En 2018, il est nommé président des gouverneurs de la Royal Agricultural University.